# Отрембуси (станція)
Отрембуси (пол. Otrębusy) — пасажирська станція польської залізниці, розташована в однойменному селі, яка обслуговує приміські маршрути WKD. 